# Бишофия многоплодная
Бишофия многоплодная (лат. Bischofia polycarpa) — вид деревянистых растений рода Бишофия (Bischofia) семейства Филлантовые (Phyllanthaceae).

## Ботаническое описание
Листопадное дерево, до 15 м высотой. Ствол до 50 (100) см в диаметре. Кора коричнево-серая, глубоко продольно трещиноватая. Листья очерёдные, тройчатосложные, тёмно-зелёные, глянцевые. Основной черешок красноватый, 9,0—13,5 см длиной, средний листочковый черешок 1,5—4,0 см, боковые черешки 0,3—1,4 см. Листовые пластинки яйцевидные или яйцевидно-эллиптические, иногда продолговато-яйцевидные, 10—12 см длиной и 6—8 см шириной, основания округлые, на верхушке заострённые, края зубчатые.
Растения двудомные. Цветёт на побегах прошлого года. Соцветия кистевидные. Мужские — 8—13 см длиной, женские 3—12 см длиной. Мужские цветки с перепончатыми чашелистиками, тычиночные нити короткие. Женские цветки с чашелистиками, как у мужских цветков, с белой пленчатой окраиной. Плоды шаровидные, 5—7 мм в диаметре, коричневые при созревании; в каждом плоде по три семени. Семена овальные, блестящие, 3 мм длиной.

## Распространение и экология
В диком виде произрастает в вечнозелёных лесах на высоте 200—1000 м над уровнем моря на востоке Китая (Аньхой, Фуцзянь, Гуандун, Гуанси, Гуйчжоу, Хунань, Цзянсу, Цзянси, Шэньси, Юньнань, Чжэцзян).

## Хозяйственное значение и применение
Красивое декоративное дерево, дающее густую тень.
Древесина розового цвета, используется для мебели, транспортных средств, мостов и строительных брусьев. Плоды, в основном, используются для производства дистиллированных щёлоков. Семена содержат 30 % масла, которое используется для смазки и производства мыла.